# Pelourinho de Braga
O Pelourinho de Braga localiza-se na freguesia da Braga (Maximinos, Sé e Cividade), cidade e município de Braga, distrito do mesmo nome, em Portugal.
Encontra-se classificado como Imóvel de Interesse Público desde 11 de outubro de 1933.

## História
Sabe-se que o primeiro pelourinho de Braga foi oferecido, cerca de 1094, por D. Afonso VI de Castela, integrado no dote de casamento de sua filha Tereza com o Conde D. Henrique. Desse Pelourinho certamente nada restará.
Há registos da existência de um pelourinho, no século XV, levantado em frente à Sé Primacial, pois era aos arcebispos, como senhores de Braga, que competia fazer justiça. Porém, parece ter provocado o repúdio da população: foi arredado para o Campo de Sant’Ana em 1694, depois, em 1769, para o Campo dos Touros, até ficar, em 1853, em bocados junto ao Castelo.
Acabaram por ser recuperados os fragmentos, que depois de montados, se encontram desde os anos 30 do século XX, no pátio da Sé de Braga.